# In My Zone 2
In My Zone 2 es el tercer mixtape de Chris Brown y la segunda parte del mixtape In My Zone.

## Listado de canciones
1. "Ms Breezy" (featuring Gucci Mane)
2. "Shit God Damn" (featuring Big Sean)
3. "Talk That Shit"
4. "My Girl Like Them Girls" (featuring J Valentine)
5. "Fuck Um All" (featuring Kevin McCall & Diesel)
6. "Chrismas Came Today" (featuring Seven)
7. "Glitter" (featuring Big Sean)
8. "What U Doin" (featuring Big Sean)
9. "Drop Rap" (featuring Petey Pablo)
10. "AWOL"
11. "Seen Her Naked"
12. "Last Time Together"
13. "All Off" (featuring Seven & Kevin McCall)
14. "Life Itself" (featuring Kevin McCall)
15. "Sex Love" (featuring Lonny Bereal & Seven)
16. "Another You"
17. "Boing"
18. "Quits" (featuring Kevin McCall)
19. "You Want Me" (featuring Seven)
20. "Put Your Hands in the Air

- Datos: Q1631551